# Tanxia, Hunan
Tanxia (kinesiska: 坛下, 坛下乡) är en socken i Kina. Den ligger i provinsen Hunan, i den södra delen av landet, omkring 190 kilometer söder om provinshuvudstaden Changsha. Antalet invånare är 25497. Befolkningen består av 12 174 kvinnor och 13 323 män. Barn under 15 år utgör 22,0 %, vuxna 15-64 år 70 %, och äldre över 65 år 7,0 %.
Genomsnittlig årsnederbörd är 1 752 millimeter. Den regnigaste månaden är maj, med i genomsnitt 264 mm nederbörd, och den torraste är oktober, med 25 mm nederbörd.